# Субэтнические группы русинов

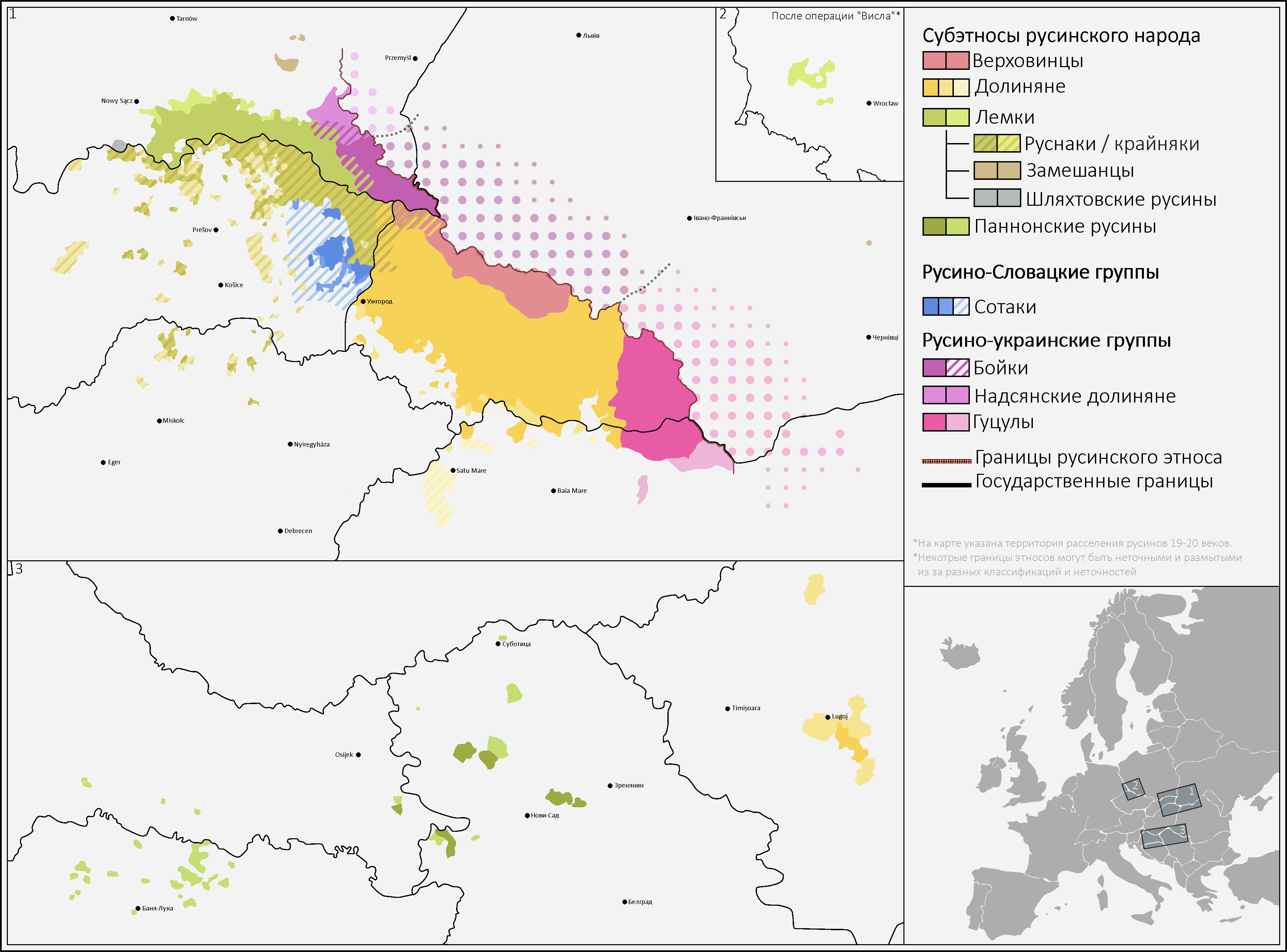
Субэтнические группы русинов

Субэтни́ческие гру́ппы руси́нов — группы русинского населения, различающиеся своими этнокультурными особенностями. Характерны различия между русинами отдельных регионов, хозяйственных зон и территорий контакта с иными народами. Появление этнографических групп обусловлено историческими особенностями развития отдельных территориальных групп русинов, их социальным и политическим положением, географическими условиями, диалектными особенностями, занятиями, которые сказались на элементах культуры и быта этих групп.

## Описание отдельных этнографических групп

### Бойки
Основная статья: Бойки
Бойки — переходная субэтническая группа между русинами и украинцами. Большая часть их этнической территории расположена в горной части юга Львовской и Ивано-Франковской области Украины. Так же небольшая их часть проживает  на территории Подкарпатского воеводства в Польше.

### Верховинцы
Основная статья: Верховинцы
Верховинцы — субэтническая группа русинов проживающая в северной части Закарпатской области. Часть этнической территории верховинцев расположена на территории Львовской области и Подкарпатского воеводства. 
Большая часть населения разговаривает на верховинском диалекте.

### Гуцулы
Основная статья: Гуцулы
Гуцулы —  субэтническая группа русинов проживающая в Раховском районе Закарпатской области и восточной части жудца Марамуреш. Достаточно сильно выделяется среди других групп русин языковыми и культурными особенностями. Среди гуцулов можно выделить такие группы как: мармарошские гуцулы и станиславские (галицкие) гуцулы.

### Долиняне
Основная статья: Долиняне
Долиняне (Долыняне, долешане, долешняне, долишняне, гайнали, нижняне, руснаки, лемаки, лишаки) — субэтническая группа русинов, основная часть которых проживает в предгорьях и равнинах Закарпатской области. Небольшие также группы проживают в восточной части Словакии и северной Румынии (жудцы Марамуреш и Сату-Маре).
Большая часть населения разговаривает на ужских, мароморошских и бережских (боржавских) диалектах.

### Надсянские долиняне
Надсянские долиняне — субэтническая группа русинов проживающая в предгорьях и долинах восточной части Подкарпатского воеводства. После Второй мировой войны большинство принудительно выселено в СССР, а остальные — в ходе операции «Висла» депортирована на бывшие немецкие земли.

### Лемки
Основная статья: Лемки
Лемки —  субэтническая группа русинов проживающая в горных районах южной части Малопольского и Подкарпатского воеводства, Пряшевском и Кошицком крае Словакии. Среди лемков так же выделяют такие группы как: замешанцы, руснаки, и шляхтовские русины.

### Паннонские русины
Основная статья: Паннонские русины
Паннонские русины — субэтническая группа группа русинов, проживающая в автономном сербском крае Воеводина и Хорватии (Славония). Русины на территорию Сербии и Хорватии прибыли как свободные граждане Австро-Венгрии из областей, которые сегодня находятся в Восточной Словакии.  Разговаривают на  южнорусинском языке.

### Сотаки
Сотаки — переходная субэтническая группа между словаками и русинами проживающая в долинах Лаборца, Удавы и Цирохи, а также в районе Собранец. Сотаки являются носителями сотацких говоров относящихся к восточному ареалу восточнословацкого диалекта словацкого языка.